# 김반 (조선 초기)

김반(金泮, ?~?)은 조선 초의 학자이자 문관이다. 자는 사원(詞源), 호는 송정(松亭), 본관은 강서(江西)이며 강서 김씨의 시조이기도 하다. 
권근(權近)의 문인으로 1399년(정종 1) 식년 문과에 급제하였고, 1405년(태종 5) 권근의 저서 〈예기천견록 禮記淺見錄〉의 잘못을 바로잡고 성균관주부가 된 뒤, 성균관에 40여 년 재직하면서 많은 명사들을 배출하였다. 김구·김말과 함께 '경학 3김'이라 불리었다. 만년에는 강서에서 빈곤하게 지내다가 죽었다.

## 참고 문헌
- 이 문서에는 다음커뮤니케이션(현 카카오)에서 GFDL 또는 CC-SA 라이선스로 배포한 글로벌 세계대백과사전의 내용을 기초로 작성된 글이 포함되어 있습니다.